# Fabbriche di Vallico
Fabbriche di Vallico – miejscowość i gmina we Włoszech, w regionie Toskania, w prowincji Lukka.
Według danych na rok 2004 gminę zamieszkiwało 526 osób, 35,1 os./km².
1 stycznia 2014 gmina została zlikwidowana.